# جمعود الحور
جُمْعُود الحَوْر أو جُمْعُود مُحَوَّف حشرة من الجمعود صغيرة القد طولها نحو 7 مم. ثوبها إلى الجؤوة يعبق مع ابتعاده عن الرأس باتجاه الأطراف. غمداها مجذعان بالأبيض. تظهر في نيسان وتبقى في حزيران. مرتعها الأزهار. برقتها خاشبة تعيش تحت لحاء الحور وأخصها الحور الأبيض فتسردب الشكير وتؤذيه أشد الأذى.